# حي الجامعة (عمان)
حي الجامعة أحد أحياء العاصمة الأردنية عمّان، يتبع تنظيميا لمنطقة الجبيهة شمال غرب المدينة، بدأ العمران يظهر فيها منذ تأسيس الجامعة الأردنية - التي اتخذ منها الاسم، في ستينات القرن الفائت. وتتخذ المناطق السكنية في الحي مكانا حيويا وهاما حيث توازي الواجهة الجنوبية والشرقية للجامعة الأردنية، بالإضافة إلى الشواع التجارية والمناطق السكنية. حيث يجاورها من الشرق ضاحية الرشيد ومن الشمال حي الزيتونة ومن الغرب حي البلدية ومن الجنوب يقع شارع الجامعة.